# Aethalopteryx atrireta
Aethalopteryx atrireta er en natsommerfugl i Cossidae-familien. Det findes i Sydafrika og Botswana.